# Чубаров Олександр Федорович
Чуба́ров Олекса́ндр Фе́дорович (нар. 28 квітня 1943, Узин — пом. 18 травня 2021, Київ) — радянський та український футбольний тренер і функціонер. Багаторічний адміністратор київського «Динамо», збірної СРСР та збірної України. Працював тренером у жіночому футболі. Удостоєний звання «Заслужений тренер України» за роботу з дитячо-юнацькими командами.

## Життєпис
Олександр Чубаров народився в Узині, куди мати виїхала через окупацію Нацистською Німеччиною, хоча в метриці написали, що Олександр народився в Києві. Перші кроки у великому футболі починав робити у київській команді СКА, однак заграти там йому не вдалося через важку травму. Згодом грав за різноманітні аматорські клуби, у віці 26 років був граючим тренером однією з команд на Кубані. Втім, після смерті батька, що завжди прагнув бачити свого сина футболістом, Олександр вирішив покінчити з «грою № 1» та шукати себе деінде.
Декілька років Чубаров працював агентом Держастраху СРСР, однак його долю змінив цікавий випадок: повертаючись додому з роботи, він помітив групу хлопців, що грали у квадрат. Чубаров запропонував їм не займатися дурницями, а зіграти в футбол — він один проти них чотирьох. Хлопці були вражені майстерністю Олександра і наступного вечора привели своїх друзів, аби він і їм показав декілька прийомів та фінтів. А ще декілька тижнів потому до Чубарова звернувся начальник ЖЕКу з пропозицією підготувати команду до змагань «Шкіряного м'яча». З першої спроби його команда зайняла друге місце у Києві, наступного року здобула перемогу в місті, а ще рік потому фінішувала першою у всеукраїнських змаганнях та успішно виступила у фінальному турнірі.
Після цього успіху з Чубаровим зв'язався Євген Котельников та запропонував йому роботу у ДЮСШ «Динамо», де Олександр отримав групу хлопців 1967–1968 років народження. Підопічні Чубарова, що складали основу збірної УРСР, у 1982 році виграли Кубок ЦК ВЛКСМ «Юність». У 1983 році під проводом Чубарова перші кроки у динамівській системі почав робити легендарний голкіпер киян Олександр Шовковський. Трохи згодом Чубаров очолив так звану перехідну групу, де грали футболісти, що були кандидатами до дублюючого складу киян.
У 1985 році Чубаров виконав майже неможливе прохання Валерія Лобановського, щодо наведення контактів з юним гравцем «Ністру» Ігорем Добровольським, за що отримав пропозицію стати адміністратором київського клубу. Цю посаду він обіймав до початку 90-их, доки не дозволив собі деяких категоричних заяв щодо справ у команді в розмові з президентом клубу. Чубарову було запропоновано очолити жіночий футбольний клуб «Динамо», аби в повній мірі проявити там свій тренерський талант і не нав'язувати власну думку наставникам та керівництву чоловічої команди. У перший же рік розіграшу турнірів незалежної України жіночому «Динамо» вдалося зробити «золотий дубль» — перемогти у національному чемпіонаті та розіграші Кубка України.
Після розформування жіночої команди у системі «Динамо» Чубаров очолював селекційний відділ клубу, вів перемовини щодо повернення до команди Валерія Лобановського. Згодом знову посів посаду адміністратора на якій працює по цей день. Наприкінці вересня 2013 року за участю Олександра Чубарова стався інцидент, що був внесений до протоколу матчу — в перерві поєдинку з «Ворсклою» адміністратор «Динамо» дозволив собі нецензурні висловлювання на адресу арбітра Віталія Годуляна.
Помер 18 травня 2021 року на 79-му році життя. 20 травня на території військового шпиталю відбулась церемонія прощання з функціонером, після чого його було поховано на Вишгородському кладовищі (сектор 36).

## Нагороди
- Заслужений тренер України[6]
- Медаль Федерації футболу України «За заслуги»[7]

### Державні нагороди
- Орден «За заслуги» III ст. (13 травня 2016) — за вагомі особисті заслуги у розвитку і популяризації вітчизняного футболу, піднесення міжнародного спортивного престижу України та з нагоди 30-річчя перемоги у фінальному матчі Кубка володарів кубків УЄФА, здобутої під керівництвом головного тренера футбольного клубу «„Динамо“ Київ», Героя України Лобановського Валерія Васильовича[8][9]

## Сім'я
- Від першого шлюбу має доньку Ілону, що була одружена з колишнім футболістом київського «Динамо» та збірної Росії Сергією Юраном.
- Вдруге одружився зі своєю підопічною з жіночого клубу «Динамо» Оленою Боришполець. Має у шлюбі доньку Валерію, названу на честь Валерія Лобановського.